# Malmö FF
Malmö Fotbollförening (forkortet MFF og med kælenavnet Di Blåe på skånsk dialekt) er en skånsk professionel fodboldklub i Malmø som spiller i den bedste svenske række, Allsvenskan. Klubben blev stiftet den 24. februar 1910, som en løsrivelsesforening fra Malmø-Kammeraterne, den ældste fodboldklub i byen, på grund af forskelle mellem klubberne. MFF var arbejderklassens klub tæt knyttet til Socialdemokratiet, mens Kammeraterne (Di Gule) var den borgerlige middelklassens. 
MFF har vundet Allsvenskan 23 gange og blevet svenske cupmestere 14 gange. I 1979 nåede Di Blåe finalekampen i mestercupen (Champions League i dag) hvor man tabte til Nottingham Forest med 0-1 på München Olympiastadion.
MFF har en lang historisk rivalisering med Helsingborg IF (Slaget om Skåne) og Landskrona BoIS, men intet lokalopgør har haft så meget prestige og følelser blandet i mødet som som det mellem MFF og Malmø-Kammeraterne.
Siden 2009 har klubben haft hjemmebane på Stadion.

## Historie
Klubben havde danske Viggo Jensen som træner fra 1992-1994. I 2016 var danske Allan Kuhn træner. Fra 2020 til December 2021 var Jon Dahl Tomasson klubbens træner.

## Tidligere spillere

### Danske spillere
- Ulrich Vinzents
- Christian Bank
- Peter Sørensen
- Brian Steen Nielsen
- Mike Jensen
- Robin Olsen - har danske forældre men svensk statsborgerskab
- Anders Christiansen
- Jonas Knudsen
- Søren Rieks
- Sebastian Jørgensen
- John Steen Olsen

### Kendte tidligere spillere
- Afonso Alves
- Patrik Andersson
- Martin Dahlin
- Zlatan Ibrahimović
- Jari Litmanen
- Roger Ljung
- Jörgen Pettersson
- Markus Rosenberg
- Stefan Schwarz
- Jonas Thern
- Jonatan Johansson
- Daniel Majstorović
- Daniel Andersson
- Niklas Skoog
- Yksel Osmanovski
- Robin Olsen
- Emil Forsberg

## Meritter
Klubben har spillet 89 sæsoner (2024) i Allsvenskan og har vundet det Svenske Mesterskab 24 gange, senest i 30. okober 2024.

Svensk Mester24 (1944, 1949, 1950, 1951, 1953, 1965, 1967, 1970, 1971, 1974, 1975, 1977, 1986, 1988, 2004, 2010, 2013, 2014, 2016, 2017, 2020, 2021, 2024)
Svensk Cup Vinder15 (1944, 1946, 1947, 1951, 1953, 1967, 1973, 1974, 1975, 1978, 1980, 1984, 1986, 1989, 2022, 2024)

Svensk Supercup2 (2013, 2014)

Efes Pilsen Cup1 (2005)